# مایکل ترانور
مایکل ترانور (زاده ۷ آوریل ۱۹۷۹ در لس آنجلس) بازیگر و دارای کمربند مشکی کاراته شوتوکان و تکواندوست

## زندگی‌نامه
مایکل ترانور در ۱۷ آوریل ۱۹۷۹ در لس آنجلس، کالیفرنیا متولد شد. او فرزد کوچک ریچارد ترانور و پگی است. او یک خواهر به نام ارین و دوبرادر با نام‌های آدام و برایان دارد. مایکل از زمان کودکی به هنرهای رزمی علاقه‌مند بوده‌است. او در سن دوازده سالگی کمربند مشکی کاراته شوتوکان را دریافت کرد. درسن ۱۳سالگی دان دو را دریافت کرد و به عنوان بازیگر در فیلم ۳نینجا انتخاب شد. در شانزده سالگی به دان سوم رسید.
در سال ۱۹۹۲ مایکل نقش راکی (ساموئل داگلاس جونیور) را به عهده گرفت.